# Loka (gmina Šentjernej)
Loka – wieś w Słowenii, w gminie Šentjernej. W 2018 roku liczyła 100 mieszkańców.